# John Butler (Ranger)
Podpolkovnik John Butler (približno 28. april 1728 – 12. maj 1796) je bil častnik, posestnik in trgovec britanskega indijanskega oddelka. Vojaško kariero je začel med francosko in indijansko vojno. Med ameriško revolucionarno vojno je bil pomemben lojalist, ki je poveljeval Butlerjevim rangerjem. Rodil se je v New Londonu v Connecticutu in se z družino preselil v provinco New York, kjer se je naučil več irokeških jezikov in delal kot tolmač v trgovini s krznom. Bil je dobro pripravljen na delo z Mohawki in drugimi irokeškimi plemeni, ki so med uporom postali zavezniki Britancev.
Med revolucionarno vojno je Butler prepričal plemeni Seneca in Cayuga, da sodelujeta v kampanji pri Saratogi, odpravi sv. Legerja v New Yorku. Kasneje je dobil dovoljenje, da ustanovi "korpus gozdnih čuvajev", ki bi tesno sodelovali z britanskimi domorodnimi zavezniki. Butlerjevi gozdni čuvaji so sodelovali v napadih v New Yorku in Pensilvaniji, vključno z bitko za Wyoming in pokolom v dolini Cherry Valley. Po vojni se je Butler preselil v Zgornjo Kanado, kjer mu je krona za njegove zasluge podelila zemljišče. Butler je nadaljeval z vodstvom razvijajoče se kolonije, opravljal javne funkcije in pomagal ustanoviti Anglikansko cerkev Kanade in Prostozidarstvo v Kanadi na območju današnjega Ontaria.